# Widoe Podgorec
Widoe Podgorec (w polskojęzycznych publikacjach także jako Widoje Podgorec, mac. Видое Подгорец; ur. 8 czerwca 1934 we wsi Koleszino niedaleko Strumicy, zm. 14 kwietnia 1997 w Skopju) – macedoński pisarz, poeta, reportażysta, tworzący literaturę dla dzieci i młodzieży oraz dla dorosłych.
Ukończył studia na wydziale filozoficznym uniwersytetu w Skopju. Pracował jako redaktor w czasopismach dziecięcych Drugarcze i Nasz swet w wydawnictwie Detska Radost, później jako dyrektor wydawnictwa Nasza Kniga. Członek Związku Pisarzy Macedonii od 1958 r.
Do najpopularniejszych i najchętniej czytanych utworów Podgoreca należy powieść Bełoto Cigancze (1966), która została przełożona na wiele języków europejskich i przyniosła pisarzowi szereg nagród literackich. Utwór ten przełożyła na język polski Halina Kalita i pod polskim tytułem Dzieci boga Pengi wydała w 1988 r. Krajowa Agencja Wydawnicza.